# 浦和うなこちゃん
浦和うなこちゃんは、埼玉県さいたま市浦和区のマスコットキャラクターである。やなせたかしの作で、さいたま観光大使である。

## 概要
江戸時代に中山道浦和宿からやや離れた場所にウナギのとれる沼地（別所沼、上谷沼）が多く、旅人や釣り客に提供していたことから、うなぎの蒲焼発祥の地と言われてきた。埼玉県立文書館所蔵の会田家文書には紀伊藩邸にうなぎを献上していたことが記されているほか、浦和宿絵図（弘化年間）には蒲焼商の名が記載されており、現在に至るまで浦和名物として市民や来訪者に親しまれている。また、さいたま市の伝統産業として「浦和のうなぎ」が指定されている。
2003年頃に浦和名物のうなぎをPRするキャラクターを、うなぎ店「中村屋」の店主（大森好治）が漫画家のやなせたかしに依頼して誕生した。同時にやなせは、PRソングとして「うなぎ小唄」と「ウナギヌラヌラソング」の作詞および作曲（ミッシェル・カマ名義）も手掛けた。「中村屋」には、やなせたかし直筆の色紙や、うなこちゃんのグッズが展示されている。
浦和区を中心にした市内のうなぎ料理店約30店が加入する「浦和のうなぎを育てる会」（金子孝道会長）が、2008年5月に浦和駅西口にうなこちゃんの石像を作成し、さいたま市に寄贈した。設置工事費は市が負担した。5月23日に前夜祭が開催され、うなこちゃんの着ぐるみがアンパンマンやばいきんまんなどと共演した。5月24日9時に駅西口改札前で、やなせ同席のもと石像の除幕式が開催された。「浦和のうなぎを育てる会」は駅にあるものと同じデザインで小型の石像25体を製作し、1体を2009年5月3日に別所沼公園に寄贈した。次第に浦和のキャラクターとして浸透し、さいたま市役所（旧浦和市役所）前で2002年から毎年5月に「浦和うなぎまつり」が開かれ、賑わいを見せている。創業200年近いという小島屋や山崎屋のほか、旧中山道沿いには1888年創業の満寿屋をはじめ、老舗のうなぎ店が軒を連ねており、「うなぎまつり」や土用の丑の日などは特に混雑する。

## 沿革

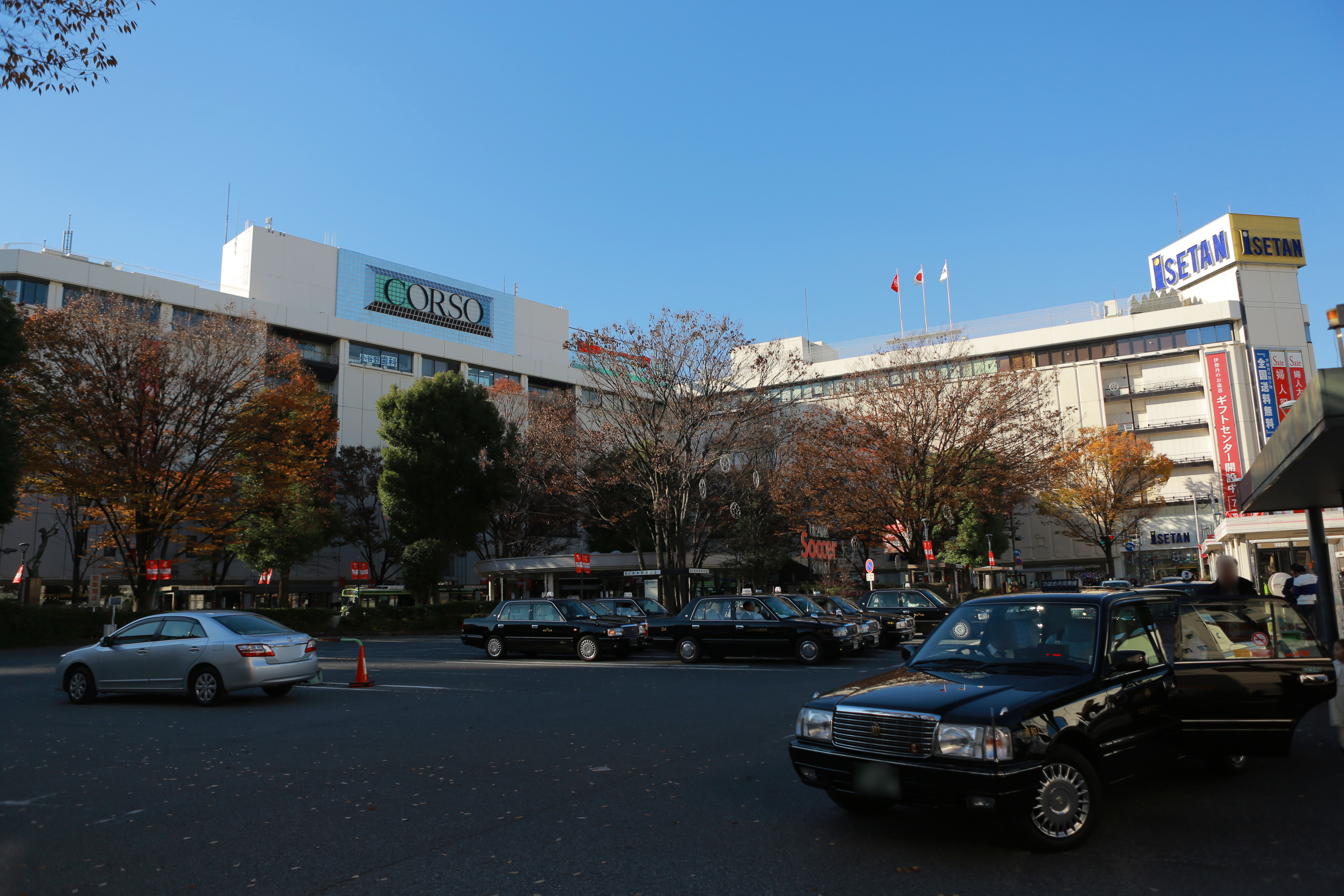
浦和駅西口駅前広場（2015年）

- 2005年（平成17年） - うなこちゃんのデザインが初披露された[1][2]。
- 2008年（平成20年）
  - 4月11日 - 初代のさいたま観光大使の1人に任命された[14][15]。
  - 5月 - 浦和駅西口に石像が建立され、同月24日に除幕式が開催。うなこちゃんがお披露目された[10]。
- 2009年（平成21年）5月3日 - 別所沼公園の弁天島入口に浦和駅前と同じデザインの石像が建立された。
- 2013年（平成25年）10月13日 - デザインを担当したやなせたかしが94歳で他界する[16]。
- 2015年（平成27年）2月6日 - アンパンマンミュージアム（香美市立やなせたかし記念館）で催されたやなせたかしバースデーイベントにうなこちゃんが招待され、香美市の「龍河洞リューくん」や須崎市の「なべラーマン」などのやなせキャラと共演した[17]。
- 2015年11月20日 - 別所沼公園にある石像が盗まれて浦和警察署が窃盗事件として捜査している[18][19][20]。2016年（平成28年）5月24日に有志により石像近辺の水中を検索したが発見に至らず[21][22][23]、未解決のままとなっている。
- 2016年（平成28年）7月30日 - 土用の丑の日にあわせて「浦和のうなぎを育てる会」から新しい石像が贈呈された[24][25]。

## 設定
- すみか - 埼玉県さいたま市にある川や沼[26]
- 会える場所 - うなぎまつり（毎年5月下旬）
- 好きな食べ物 - うな重、肝焼き、肝吸い、うな丼、ひつまぶしなど
- すきなこと - 水泳とおまつり

## うなこちゃんの石像
浦和地区の2ヶ所に、うなこちゃんの石像が設置されている。
- 浦和駅西口駅前ロータリー

同駅の待ち合わせスポットとしても定着している。
この石像は季節のイベントごとに持っている「うちわ」が浦和区役所の総務課により取り換えられている。材質は御影石製で、高さは2.1メートルで幅は0.8メートル、総重量は2.6トンである。
- 別所沼公園

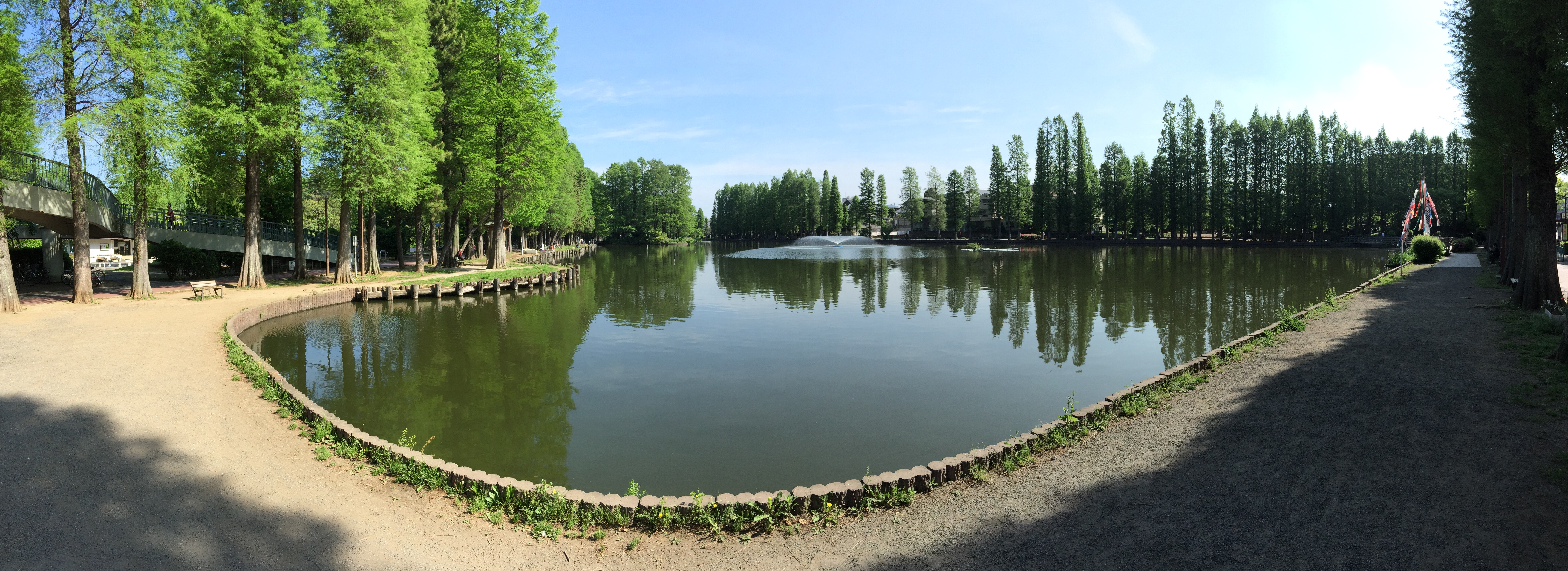
別所沼公園（2015年4月）

2009年5月に「浦和のうなぎを育てる会」が市に寄贈。駅前の石像と同じデザインで小ぶりのものが、別所沼で弁財天を祭る弁天島入口横に設置されている。高さ約30センチメートル、重量約18キログラム。
2015年11月、何者かによって台座から石像が持ち去られた。盗難として市は被害届を出している。2016年月に沼の底の捜索も行われたが、見つからなかった

。
2016年の土用の丑の日となる7月30日、「浦和のうなぎを育てる会」によって再び設置された

。
ほかにも、市内のうなぎ店の店内に別所沼公園と同じ石像が置かれている。